# 양주백석중학교
양주백석중학교(楊州白石中學校)는 대한민국 경기도 양주시 백석읍 복지리에 있는 공립 중학교이다.

## 학교 연혁
- 2000년 10월 7일 : 양주백석중학교 설립인가
- 2002년 3월 1일 : 양주백석중학교 개교, 초대 정중송 교장 취임
- 2002년 3월 4일 : 제1회 입학식(5학급 202명)
- 2003년 12월 30일 : 후면동 5층 증축
- 2004년 12월 24일 : 엘리베이터 설치 및 전면동 4층 증축(교실 6, 탈의실 2)
- 2006년 9월 26일 : 급식실 증축
- 2009년 2월 26일 : 실내체육관(백석관 완공)
- 2012년 5월 23일 : 학교숲 조성 완공
- 2012년 6월 21일 : 학교숲 조정
- 2013년 3월 1일 : 교과부요청 창의경영(건강증진모델) 연구학교 운영
- 2015년 3월 1일 : 경기도교육청 지정 혁신공감학교 운영
- 2023년 3월 1일 : 제9대 권현옥 교장 취임
- 2024년 1월 5일 : 제20회 188명 졸업(누계 5,667명)
- 2024년 3월 4일 : 2024학년도 입학식(8학급 201명)

## 참고 자료
- 양주백석중학교 - 한국교육학술정보원 학교알리미